# Нова махала – Враждебна
„Нова махала – Враждебна“ е местност и малък квартал в град София, България, разположен в район „Кремиковци“, на 10,2 километра източно от центъра на града.
Намира се между Летище София и Околовръстния път и граничи с квартал „Аерогарата“ на запад, а в другите посоки е ограден от невключени в определен квартал територии.